# Чип и Дейл спешат на помощь (фильм)
«Чип и Дейл спешат на помощь» (англ. Chip 'n Dale: Rescue Rangers) — американский приключенческий комедийный художественный фильм с элементами компьютерной графики, основанный на одноимённом мультсериале и являющийся его продолжением. Фильм снят режиссёром Акивой Шаффером по сценарию Дэна Грегора и Дага Мэнда и произведён компаниями Walt Disney Pictures, Mandeville Films и The Lonely Island. Джон Малейни и Энди Сэмберг озвучили главных персонажей, бурундуков Чипа и Дейла соответственно. Также в фильме снимались Кики Лэйн, Уилл Арнетт, Эрик Бана, Флула Борг, Деннис Хэйсберт, Киган-Майкл Кей, Тресс Макнилл, Тим Робинсон, Сет Роген и Дж. К. Симмонс. Сюжет разворачивается в мире, где вместе с обычными людьми живут персонажи из различных фильмов, мультфильмов и прочих медиа, и рассказывает о Чипе и Дейле, которые воссоединяются спустя 30 лет после ссоры, из-за которой их шоу было снято с эфира, чтобы расследовать похищение своего коллеги и друга Рокфора.
Мировая премьера «Чип и Дейл спешат на помощь» состоялась 18 мая 2022 года в Голливуде. Фильм вышел 20 мая на стриминговом сервисе Disney+ и получил в основном положительные отзывы от критиков за юмор и метаиронию. Картина получила 74-ю прайм-таймовую премию «Эмми» в категории «Лучший телефильм».

## Сюжет
В мире, где сосуществуют люди и анимационные персонажи, Чип и Дейл знакомятся в начальной школе и быстро становятся неразлучными друзьями. Позднее они приезжают в Голливуд и снимаются в успешном телесериале «Чип и Дейл спешат на помощь», выходившем в эфир в начале 1990-х годов. Когда Дейл получает собственное шоу, «Двойной Дейл», друзья ссорятся, и оба сериала оказываются закрыты.
Спустя 30 лет Чип работает страховым агентом, в то время как Дейл, сделавший себе 3-D операцию и ставший реалистичным, проводит большую часть времени на различных фанатских фестивалях. С ними связывается их бывший коллега Рокфор, задолжавший большие деньги Банде Долины из-за своей зависимости от сыра. Рокки предупреждает друзей о том, что мультяшек похищают, изменяя их внешний вид и отправляя за океан, чтобы те до конца своих дней снимались в плагиатах своих фильмов. Позднее бурундуки узнают, что Рокки был похищен. Детектив Элли Стеклер оказывается большой фанаткой Чипа и Дейла и предлагает им расследовать дело самим, поскольку у полиции связаны руки.
Чип и Дейл приходят к Бьорнсону Сыровару, у которого Рокки покупает сыр, и спрашивают о Банде Долины. Он отвозит их в Зловещую долину, где они встречают лидера банды Сладкого Пита — повзрослевшую версию Питера Пэна — и его напарников Боба и Джимми. Поняв, что они расследуют дело о его бутлегерском бизнесе, Пит пытается схватить их, но бурундукам удаётся сбежать. Позднее они делятся своими открытиями с Элли и узнают, что она не в ладах с капитаном полиции Шпателем из-за штурма студии Nick Jr. с плачевными последствиями. С помощью Элли бурундуки проникают в баню, чтобы украсть фитнес-браслет Пита. Во время операции их замечает диджей Херцогнорах, который даёт им послушать свой ремикс заставки «Disney Клуба» и просит их в дополнение зачитать рэп. Чип отказывается, но Дейл решается на это, чтобы второй забрал браслет. Но когда змей замечает Чипа у шкафа, Дейл кидает приятелю микрофон и тому приходится зачитать рэп только для того, чтобы Дейл закончил начатое. Получив фитнес-браслет Пита, детективы отслеживают его передвижение вплоть до склада в порту, который оказывается заброшен к моменту прибытия полиции. Внутри они обнаруживают габаритную операционную установку, способную изменять тела мультяшек, рядом с которой находятся различные части их тел, в том числе усы Рокфора.
В полицейском участке Чип и Дейл спорят из-за потери Рокки и обид прошлого, но внезапно чувствуют запах одеколона Рокки. Узнав, что капитан Шпатель или Элли работает на Пита, они покидают участок. На продолжающемся Фан-Коне бурундуки пытаются уговорить уродливого Соника привлечь его связи из ФБР, однако их настигают Пит и его головорезы, выследившие Дейла благодаря его посту в социальных сетях. В ходе погони Тигра и Люмьер обезвреживают Боба, но Пит и Джимми ловят Чипа и отправляются с ним на склад. Капитан Шпатель приводит Элли на фабрику, но заводит её в ловушку. Он оказывается сообщником Сладкого Пита и рассказывает ей, что это он дал ложную наводку в деле о Nick Jr.
Пит заставляет Элли позвонить Дейлу, чтобы заманить его на склад, но Элли отправляет зашифрованное сообщение, используя название своей любимой серии «Чип и Дейл спешат на помощь». Дейл понимает, что Элли в беде, и обращается за помощью к Гайке и Вжику, отныне женатой паре с детьми. Дейл влетает в здание на фейерверке, врезаясь в машину и деактивируя её прежде, чем та сработает на Чипе. Машина даёт сбой, превращая Джимми в фею, а Пита — в гигантский гибрид различных персонажей. Пока Элли сражается со Шпателем, Пит преследует Чипа и Дейла, погоня проходит в том числе через съёмочную площадку мокбастеров. Бурундуки заманивают Пита на причал и используют трюк из сериала, чтобы поймать его.
Прибывают агенты ФБР во главе с уродливым Соником и арестовывают Пита. Он стреляет в Чипа из пушки, но Дейл отражает выстрел, теряя сознание. Чип боится, что Дейл погиб, и просит прощения за все обиды, но оказывается, что Дейл выжил благодаря золотой сотке, которую тот дал ему накануне. Бурундуки освобождают из заточения всех персонажей, в том числе и Рокки, и спасатели воссоединяются. Дейл знакомит их с Элли, которая решает открыть собственное детективное агентство. Уходя, Дейл выдвигает идею перезапуска, однако Чип настаивает на том, чтобы сначала увидеть сценарий. Позднее проходят съёмки перезапуска «Чип и Дейл спешат на помощь», который становится весьма успешным.

## В ролях

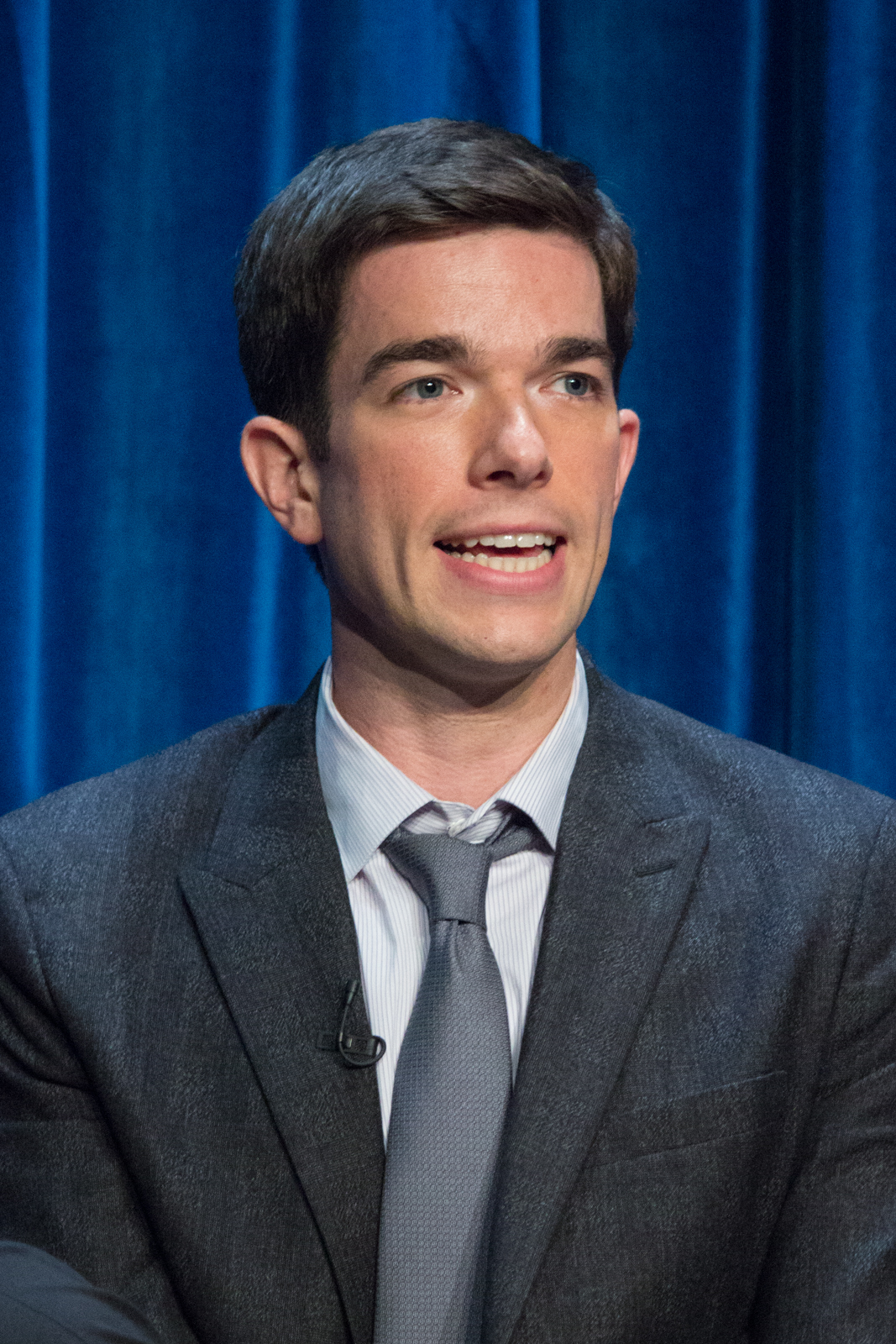
Джон Малейни
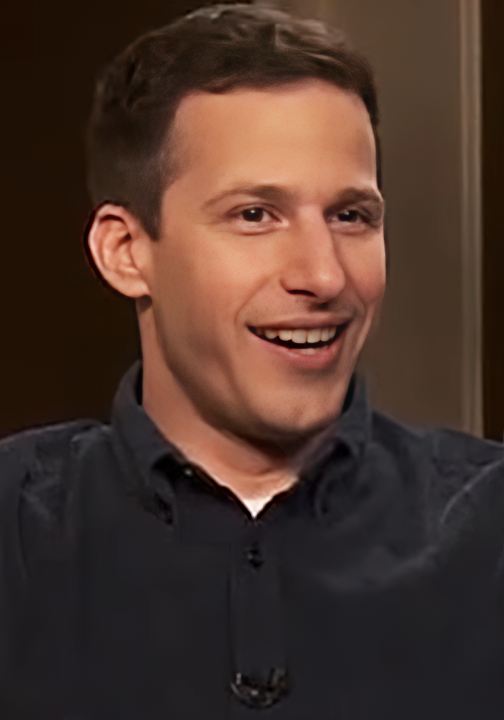
Энди Сэмберг
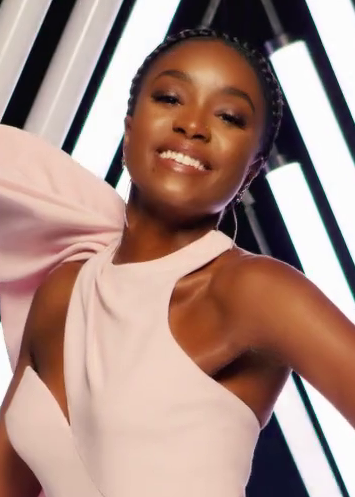
Кики Лэйн
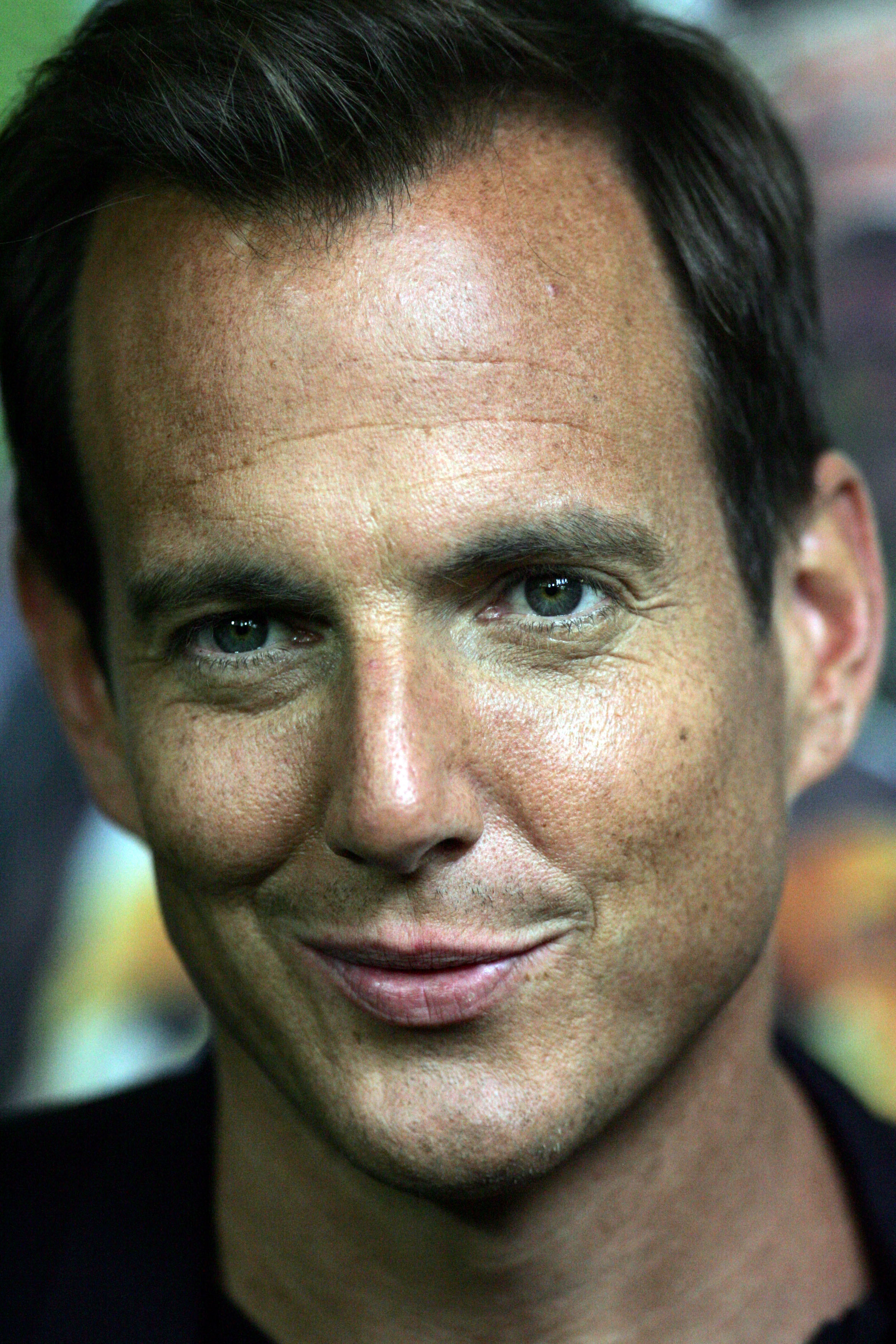
Уилл Арнетт
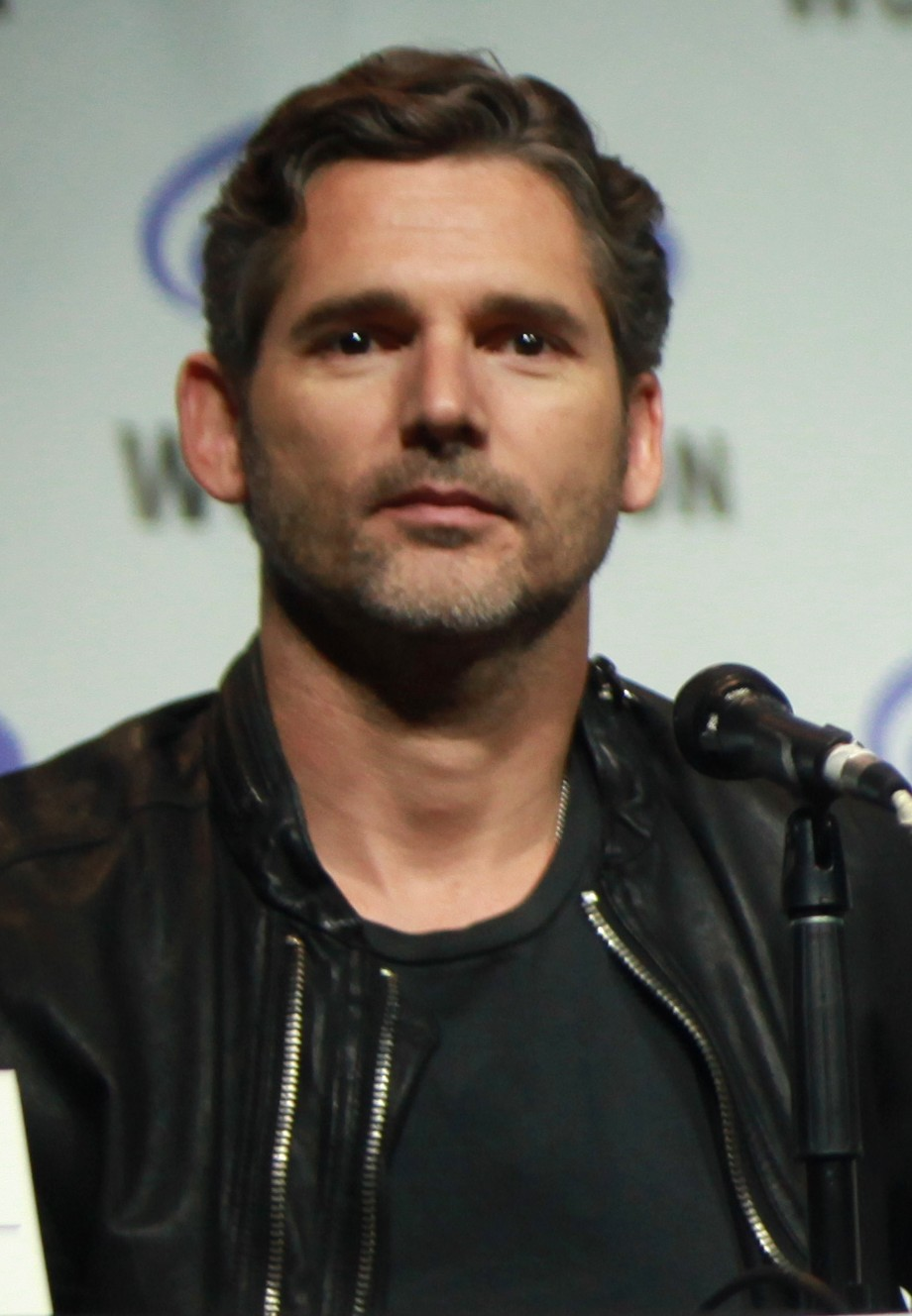
Эрик Бана
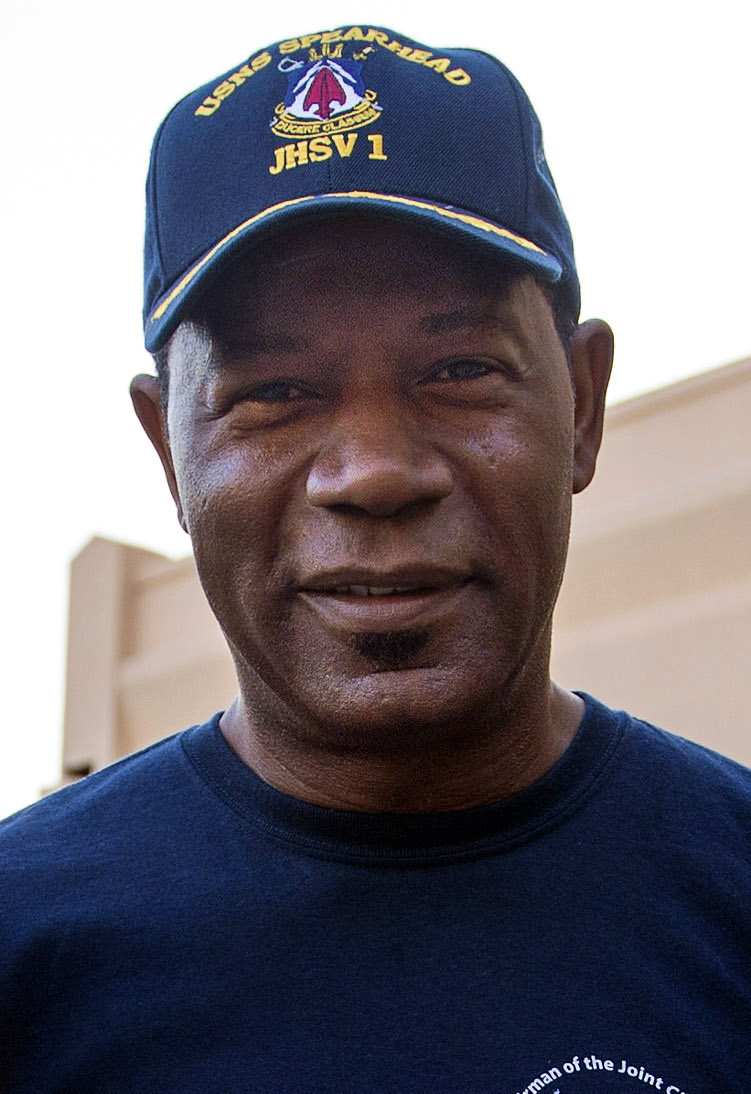
Деннис Хэйсберт
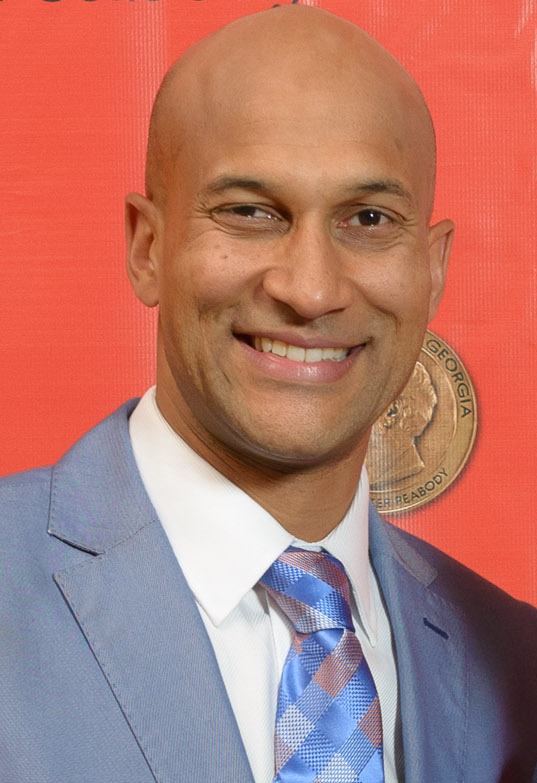
Киган-Майкл Кей
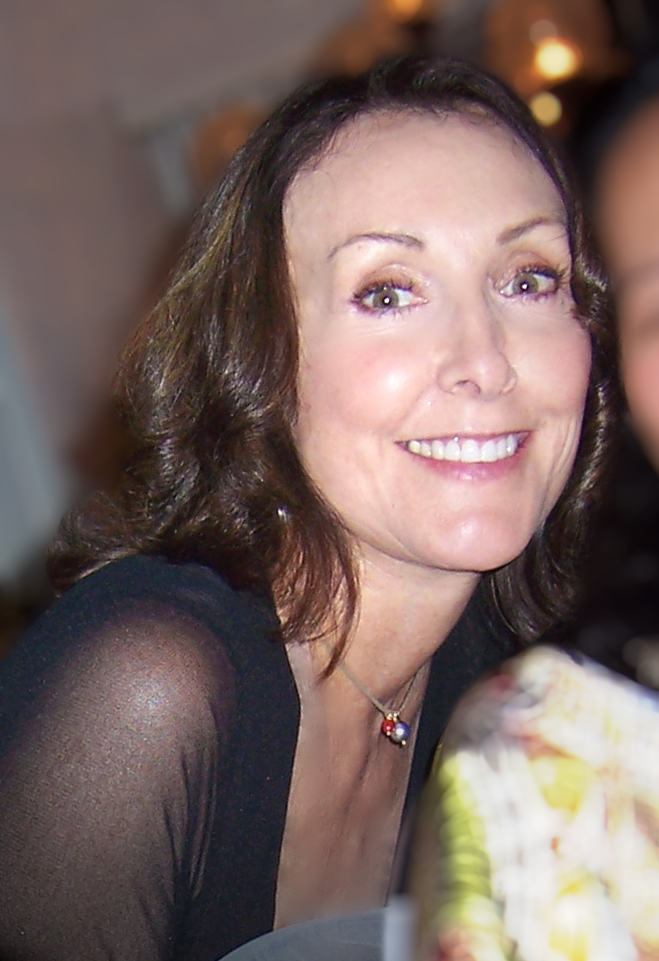
Тресс Макнилл
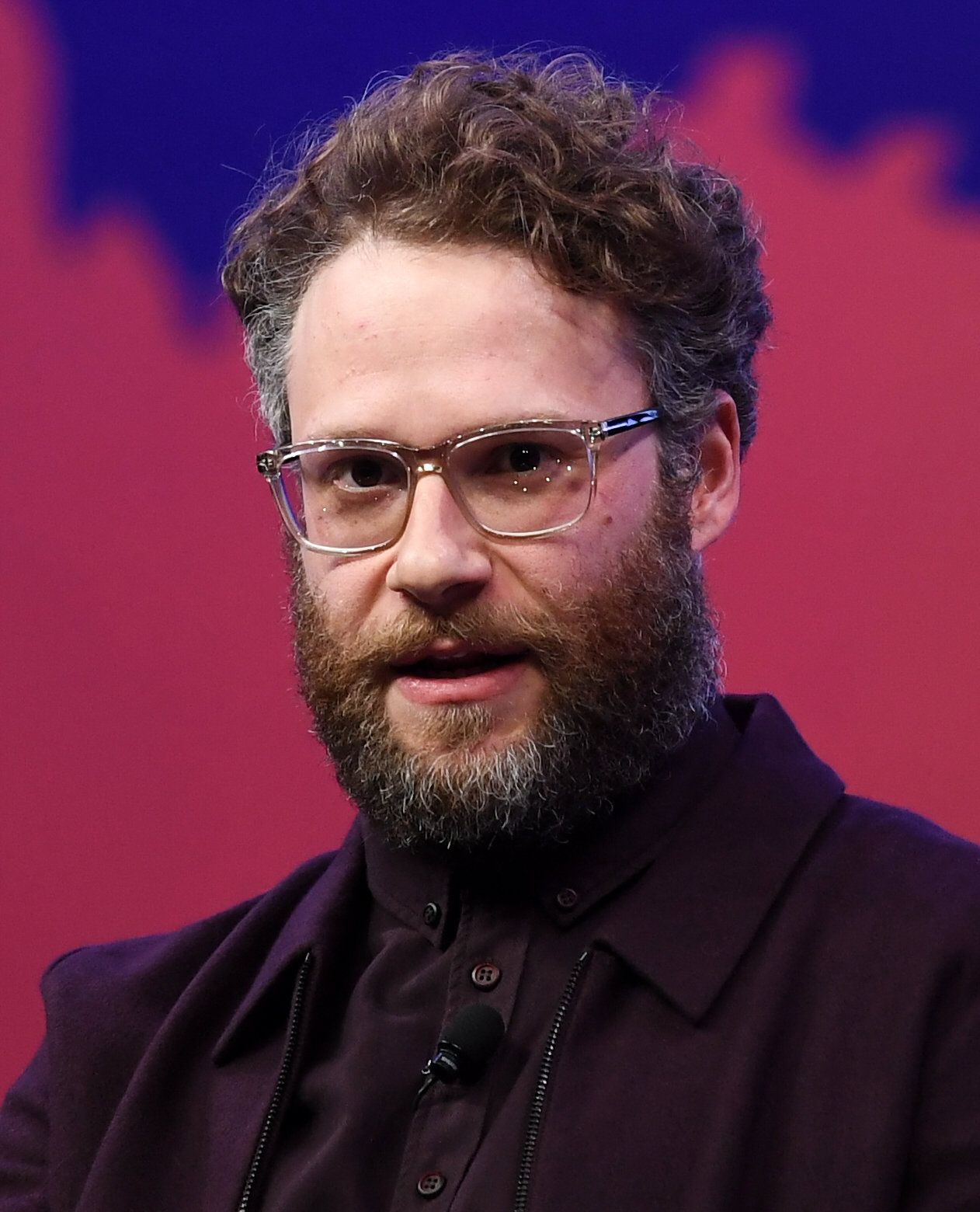
Сет Роген
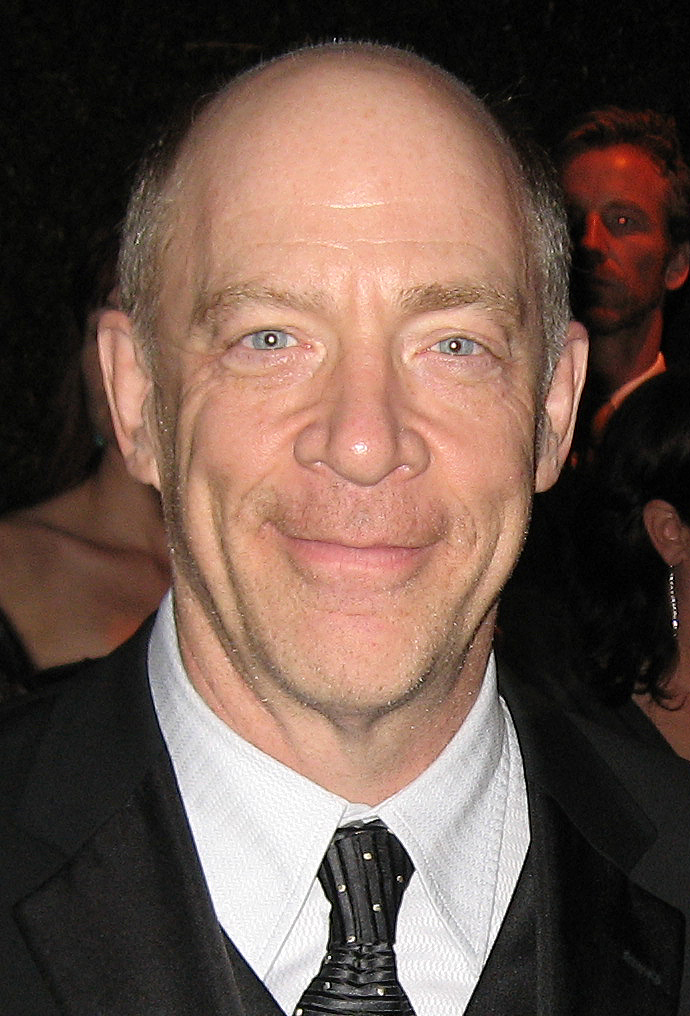
Дж. К. Симмонс

- Джон Малейни — Чип:
Бесстрашный, оптимистичный, зрелый лидер и сооснователь команды Спасателей с высокими моральными принципами[6]. Тресс Макнилл озвучивает Чипа высоким тоном, ненадолго повторяя свою роль из оригинала[10]. Мэйсон Бломберг озвучивает молодого Чипа в прологе[10].
- Энди Сэмберг — Дейл:
Беспечный лучший друг Чипа и сооснователь Спасателей, который сначала действует, а после думает. Современная версия Дейла представлена в виде фотореалистичной компьютерной модельки, в отличие от сел-шейдинговой анимации других членов команды. В фильме это объясняется тем, что Дейл сделал себе «CGI-операцию», аналог пластической хирургии[6]. Кори Бёртон озвучивает Дейла высоким тоном, повторяя свою роль из оригинального мультсериала[10]. Джульет Доненфельд озвучивает молодого Дейла в прологе[10].
- Кики Лэйн — детектив Элли Стеклер: Новая сотрудница полиции Лос-Анджелеса и ярая фанатка Спасателей[11][12][13].
- Уилл Арнетт — Сладкий Пит:
Повзрослевшая версия Питера Пэна с лишним весом, ставшая криминальным боссом после того, как её уволили из-за возраста[14]. Для химерного смеха Сладкого Пита были использованы архивные записи голоса Бетти Лу Герсон, озвучивавшей роль Стервеллы Де Виль[15].
- Эрик Бана — Рокфор:
Зависимая от сыра австралийская мышь и член команды Спасателей. В оригинальном сериале персонажа озвучивали Питер Каллен и Джим Каммингс.
- Флула Борг[англ.] — диджей Херцогнорах: Змея, являющаяся фанатом Чипа и Дейла.
- Деннис Хэйсберт — Вжик:
Комнатная муха и член команды Спасателей[14]. После закрытия сериала он женился на Гайке и имеет от неё детей. Кори Бёртон также записал бессвязные жужжащие звуки Вжика из мультсериала[10].
- Киган-Майкл Кей — Бьорнсон Сыровар: Маппет, работающий на Сладкого Пита[11]. Кей также озвучивает лягушку-коллегу Чипа[10].
- Тресс Макнилл — Гайка Гаечный ключ:
Изобретательная мышь и член команды Спасателей. После закрытия сериала она вышла замуж за Вжика и родила от него детей. Макнилл повторяет свою роль из оригинала[11].
- Тим Робинсон[англ.] — Уродливый Соник: Первоначальная версия дизайна главного героя фильма «Соник в кино»[16].
- Сет Роген — Боб:
Гном-викинг, созданный с помощью захвата движения и компьютерной графики, член Банды из Долины. Образ Боба был вдохновлён персонажами из мультфильмов, снятых с помощью технологии захвата движения, таких как «Полярный экспресс» и «Беовульф»[17]. Также Роген озвучивает версию Пумбы из ремейка мультфильма «Король Лев» 2019 года, Богомола из трилогии «Кунг-фу панда» и Б.О.Б.а из мультфильма «Монстры против пришельцев».
- Дж. К. Симмонс — капитан Шпатель: Пластилиновый полицейский, расследующий дело о пропаже мультяшек[11].

Кроме того, Да’Вон Макдональд озвучивает Джимми, белого медведя, который работает на Сладкого Пита. Комментируя образ Джимми, режиссёр Акива Шаффер сослался на короткометражку «Полярные медведи». Шаффер озвучивает различные мелкие роли, в том числе Инопланетянина, а также исполняет роль режиссёра оригинального сериала. Рэйчел Блум озвучивает Флаундера из мультфильма «Русалочка», пропащего мальчишку Кабби из мультфильма «Питер Пэн», мать Чипа, пиратскую копию Барта Симпсона и другие мелкие роли. Лиз Каковски озвучивает Тигру, созданную на основе её образа из мультсериала «Мстители. Всегда вместе», и офицера О’Хару. Джим Каммингс повторяет свои роли Толстопуза из мультсериала «Чип и Дейл спешат на помощь», «правой руки» Шреддера из мультсериала «Черепашки-ниндзя» 1987 года, Пита и Чёрного Плаща, а также озвучивает пиратские версии Винни-Пуха и Тигры. Крис Парнелл исполняет роль Дэйва Боллинари, агента Дейла. Джефф Беннетт озвучивает Люмьера из мультфильма «Красавица и Чудовище». Стивен Кёртис Чапман озвучивает Балу из ремейка мультфильма «Книга джунглей». Йорма Такконе озвучивает версию Брюса Уэйна / Бэтмена из Расширенной вселенной DC и некоторые другие роли. Алан Оппенхаймер озвучивает Хи-Мена и Скелетора (повторяя роль последнего) из оригинального мультсериала «Хи-Мен и властелины вселенной». Чарльз Флейшер повторяет свою роль кролика Роджера. Соавтор идеи оригинального сериала Тед Стоунс озвучивает руководителя студии. Дэвид Теннант вновь озвучивает Скруджа Макдака из перезапуска мультсериала «Утиные истории». Пола Абдул исполняет роль молодой версии себя из её клипа на песню «Opposites Attract» вместе с MC Skat Kat и озвучивает 3D-репортёра. Пол Радд появляется в роли самого себя в качестве камео.
Также в фильме представлены такие персонажи из каталога Disney, как Три поросёнка, Ковёр из мультфильма «Аладдин», Линда Флинн-Флетчер из мультсериала «Финес и Ферб», Полковник из мультфильма «101 далматинец», Теремок, Доктор Плюшева, Виннчел и Дункан из мультфильма «Ральф» и Нортон Нимнул, Уорт (Бородавка) и Меппс из оригинального сериала. Помимо них появляются некоторые персонажи, не принадлежащие Disney, например, два кота из киноадаптации мюзикла «Кошки» Эндрю Ллойда Уэббера, мистер Натурал Роберта Крамба, Бластер из «Трансформеров», главные герои мультсериала «Дружба — это чудо», Рэнди Марш из «Южного Парка», пёс Макграфф и детектив Флорес из мультсериала «Большой рот».

## Производство

### Разработка и подготовка к производству

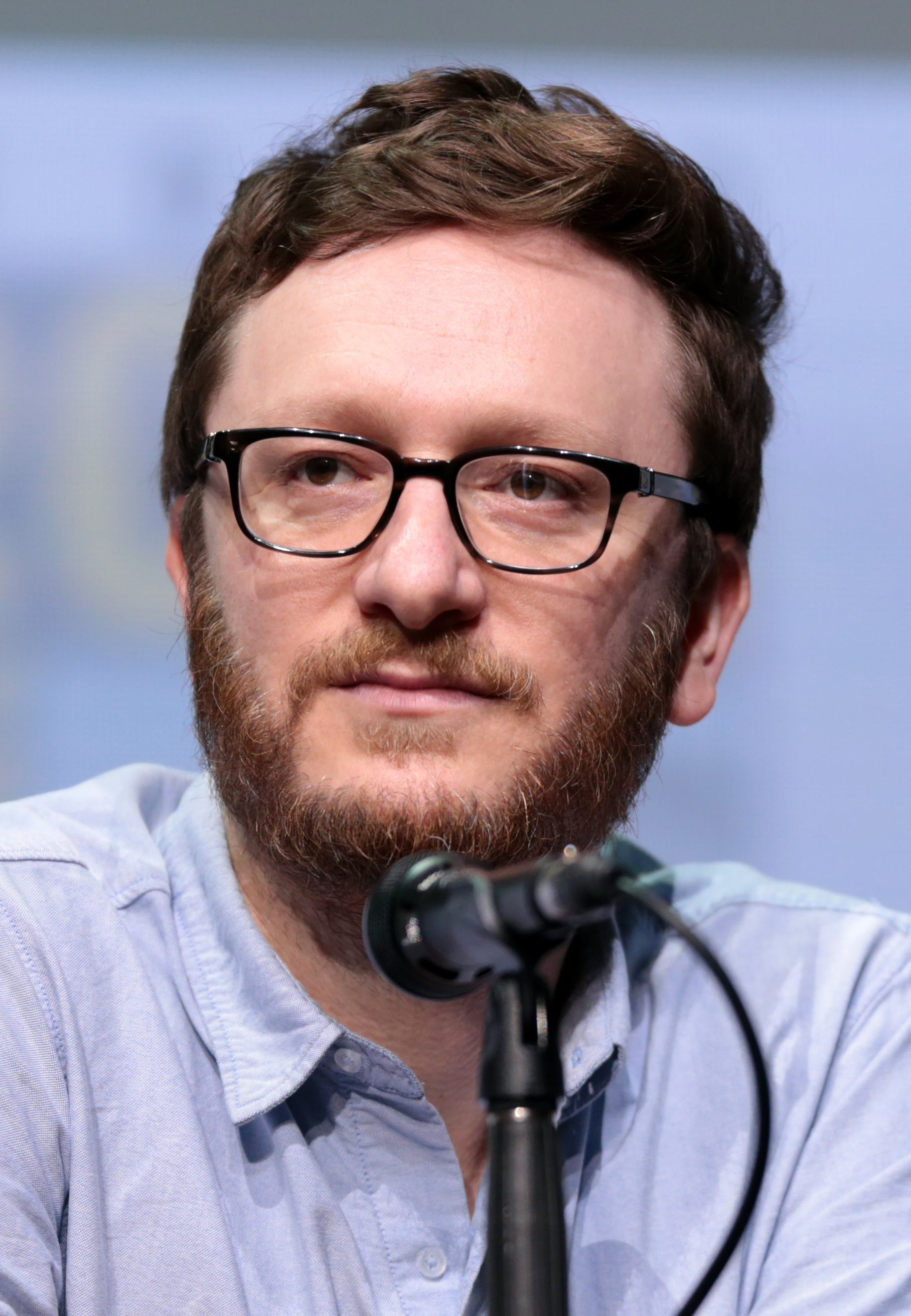
Шаффер, Акива, режиссёр фильма.

31 января 2014 года стало известно, что The Walt Disney Company разрабатывает художественный фильм на основе мультсериала «Чип и Дейл спешат на помощь» с элементами компьютерной графики, аналогично серии фильмов «Элвин и бурундуки». Роберт Руган был назначен режиссёром и сценаристом. Изначально сюжет должен был быть сосредоточен на предыстории бурундуков.
В мае 2019 года Акива Шаффер стал режиссёром, заменив Ругана. Дэн Грегор и Даг Мэнд стали сценаристами и переработали предыдущую версию сюжета, написанную Барри Шварцем. Дэвид Хоберман и Тодд Либерман были назначены продюсерами. За производство отвечали компании Walt Disney Pictures и Mandeville Films. При написании сценария Грегор и Мэнд старались сделать фильм похожим по духу на «Кто подставил кролика Роджера», принимая в расчёт те скачки в развитии анимации, которые произошли с момента его выхода. Они хотели сохранить то, что помогло «Кролику Роджеру» стать успешным. Шаффер сказал, что влияние на сюжет оказали фильмы о полицейских 1990-х годов, такие как «Смертельное оружие».
Шаффер согласился стать режиссёром после того, как получил сценарий Грегора и Мэнда; он согласился из-за юмора, построенного на самоотсылках, его любви к оригинальному мультсериалу и фильму «Кто подставил кролика Роджера» и интереса процесса работы над анимационными лентами. В фильме появляются несколько анимационных персонажей, не принадлежащих Disney, поскольку Шаффер хотел подать его как «любовное письмо анимации» и считал, что если в фильме будут только диснеевские персонажи, его будут считать «самовосхвалением». Шаффер не собирался перегружать сюжет подобного рода камео, следуя правилу «Не вставляй камео, если оно не двигает сюжет или является основой для хорошей шутки». Шаффер приводил в пример полицейских-пончиков из мультфильма «Ральф», которые являлись не только узнаваемыми среди юной аудитории персонажами, но и отражением популярной шутки о том, что полицейские любят есть пончики. Инородные компании согласились предоставить права на своих персонажей после того, как Шаффер убедил их в том, что не собирается «смеяться над ними».
Шаффер сказал, что при создании образа злодея ему хотелось обыграть идею детей-актёров, которые не могут возвращаться к своим ролям из-за возраста, интегрируя это в мультипликацию. Шаффер также говорил, что он не собирался указывать на какого-то конкретного актёра. Изначально команда хотела включить в фильм взрослого Чарли Брауна или Пиноккио, но позднее остановилась на Питере Пэне, что также помогло избежать проблем с лицензией. Некоторые критики приводили параллели между Сладким Питом и Бобби Дрисколлом, актёром озвучки Питера Пэна из мультфильма 1953 года, чья жизнь усложнилась после исполнения роли, что в итоге привело к смерти актёра от сердечного приступа, вызванного передозировкой наркотиков, в 1968 году. Учитывая судьбу Дрисколла, выбор Питера Пэна, как злодея, показался критикам довольно низким поступком. По словам художника-раскадровщика Симеона Уилкинса, изначально на панели на фестивале должен был присутствовать Джа-Джа Бинкс, однако позже было решено заменить его на уродливого Соника. Также создатели отказались от камео Криса Эванса, Эллиота из мультфильма «Дракон Пита», Салли и Майка из «Корпорации монстров», крокодила Тик-Так из «Питера Пэна», Саблезубого из мультсериала «Люди Икс» и Мушу из «Мулан».

### Подбор актёров
В ноябре 2020 года было объявлено, что Кори Бёртон повторит свою роль из оригинального сериала в качестве голоса Вжика. Хотя некоторые источники утверждали, что Бёртон также вновь озвучит персонажа Дейла, в декабре 2020 года стало известно, что роль досталась Энди Сэмбергу. В тот же день было объявлено, что Джон Малейни озвучит Чипа, а у Сета Рогена также будет небольшая роль. Остальная часть актёрского состава была объявлена 15 февраля 2022 года, в день выхода первого тизер-трейлера. В апреле 2022 года, после выхода полноценного трейлер, стало известно, что Бёртон всё же повторит роль Дейла в небольшом диалоге, аналогично Тресс Макнилл, которая там же озвучивает Чипа.

### Съёмки
Съёмочный период начался 16 марта 2021 года в Лос-Анджелесе. Оператором стал Ларри Фонг. Съёмки продолжались 30—35 дней.

### Визуальные эффекты и анимация
Визуальные эффекты фильма были разработаны компанией Moving Picture Company. MPC также создавала анимацию для фильма «Соник в кино», что позволило использовать модель первоначального дизайна главного героя. Один из аниматоров фильма «Кто подставил кролика Роджера» был привлечён к работе для камео главного персонажа в начале. Над анимацией также работали студии Passion Pictures и Mercury Filmworks. Пони из мультсериала «Дружба — это чудо» были нарисованы компанией Top Draw Animation, выполнившей анимацию для мультфильма 2017 года.

### Музыка
В июле 2021 года Брайан Тайлер был нанят композитором фильма. 6 мая 2022 года было объявлено, что Post Malone записал кавер на заглавную тему оригинального сериала специально для фильма. Альбом с саундтреком был выпущен 20 мая 2022 года, в день премьеры фильма. В тизер-трейлере и в трейлере звучит песня «Best Friend» от Saweetie и Doja Cat. Песня «Laid to Rest» группы Lamb of God звучит в фильме, но в саундтрек она не включена.

#### Саундтрек
Вся музыка написана Брайаном Тайлером, если не указано иное.
| №                   | Название                                          | Автор(ы)            | Длительность |
| ------------------- | ------------------------------------------------- | ------------------- | ------------ |
| 1.                  | «Chip 'n Dale Rescue Rangers Theme» (Post Malone) | Марк Мюллер         | 2:24         |
| 2.                  | «Rescue Rangers Anthem»                           |                     | 2:28         |
| 3.                  | «Sweet Pete Suite»                                |                     | 2:18         |
| 4.                  | «New School, Same Dale»                           |                     | 1:34         |
| 5.                  | «Best Friends»                                    |                     | 1:44         |
| 6.                  | «Just a Showbiz Thing»                            |                     | 2:15         |
| 7.                  | «Chip off the Ol' Block»                          |                     | 2:35         |
| 8.                  | «Monterey Jack»                                   |                     | 2:41         |
| 9.                  | «Bootlegging»                                     |                     | 2:30         |
| 10.                 | «The Case of the Missing Monty»                   |                     | 3:12         |
| 11.                 | «Main Street»                                     |                     | 2:29         |
| 12.                 | «The Cheese Cellar»                               |                     | 2:52         |
| 13.                 | «Old Merchandise»                                 |                     | 1:30         |
| 14.                 | «A Beary Narrow Escape»                           |                     | 3:18         |
| 15.                 | «Double O'Dale'd»                                 |                     | 1:19         |
| 16.                 | «The Crime Lab»                                   |                     | 2:00         |
| 17.                 | «The Russian Bathhouse»                           |                     | 3:02         |
| 18.                 | «San Pedro Docks»                                 |                     | 2:49         |
| 19.                 | «Mission Chippossible»                            |                     | 2:22         |
| 20.                 | «Not Heroes»                                      |                     | 2:38         |
| 21.                 | «Sniffing Out a Clue»                             |                     | 3:22         |
| 22.                 | «Chipnapped»                                      |                     | 3:39         |
| 23.                 | «The Bare Necessities» (инструментал)             | Терри Гилкисон      | 2:37         |
| 24.                 | «Dirty Putty»                                     |                     | 4:08         |
| 25.                 | «Rangers Reunited»                                |                     | 1:51         |
| 26.                 | «Rescuing Chip»                                   |                     | 1:58         |
| 27.                 | «Frankenpete»                                     |                     | 3:14         |
| 28.                 | «The Smartest Chipmunks»                          |                     | 4:16         |
| 29.                 | «Rescue Rangers»                                  |                     | 5:11         |
| Общая длительность: | Общая длительность:                               | Общая длительность: | 60:18        |

## Релиз
Мировая премьера «Чип и Дейл спешат на помощь» состоялась 18 мая 2022 года в Орландо. Фильм вышел на стриминговом сервисе Disney+ 20 мая.

## Реакция

### Критика и отзывы
На сайте Rotten Tomatoes 80 % из 133 отзывов критиков являются положительными со средней оценкой 6,9/10. Консенсус веб-сайта гласит: «Иногда некоторые перезагрузки проваливаются, но „Чип и Дейл: Спешат на помощь“ исправляют ситуацию с помощью быстрого и забавного фильма, который (почти) никогда не подводит». Metacritic, использующий средневзвешенную оценку, присвоил фильму 66 баллов из 100 на основе 25 рецензий, что указывает на «в целом положительные отзывы». Многие хвалили фильм за актёрскую игру, визуальные эффекты, юмор и сюжет, но критиковали за образ злодея, а также за изображение отношений Гайки и Вжика.
Фрэнк Шек из The Hollywood Reporter дал положительный отзыв, заявив, что фильм преуспел там, где «Космический джем: Новое поколение» потерпел неудачу, и назвал его «самым смешным фильмом года», анимационным либо живым. Или, в данном случае, смешанным, поскольку он гениально сочетает две формы самым умным образом со времён «Кто подставил кролика Роджера?».
Эми Николсон из Variety написала: «Это безумное и забавное скрещивание живого действия и мультфильма является одновременно перезагрузкой и анти-перезагрузкой, подколкой на корпоративную интеллектуальную собственность, финансируемой корпорацией, и головокружительно тупым нахальством, стремящимся поглумиться над своей шуткой — и при этом сделать её».
Тед Стоунс, соавтор идеи «Спасателей», сказал, что ему понравился фильм, и назвал его «фантастическим».

### Награды и номинации
| Награда                                                | Дата вручения     | Категория                        | Номинанты и получатели                                      | Результат | П.     |
| ------------------------------------------------------ | ----------------- | -------------------------------- | ----------------------------------------------------------- | --------- | ------ |
| Gold Derby Awards                                      | 11 августа 2022   | Лучший телефильм                 | «Чип и Дейл спешат на помощь»                               | Номинация | [ 48 ] |
| Телевизионная премия Ассоциации кинокритиков Голливуда | 14 августа 2022   | Лучший фильм для онлайн-платформ | «Чип и Дейл спешат на помощь»                               | Победа    | [ 49 ] |
| Прайм-таймовая творческая премия «Эмми»                | 3—4 сентября 2022 | Лучший телефильм                 | Александр Янг, Том Пейтцман, Тодд Либерман и Дэвид Хоберман | Победа    | [ 50 ] |

## Будущее
После выхода фильма Дэн Грегор и Даг Мэнд сказали, что заинтересованы в написании сценария для сиквела, однако это зависит от того, как себя проявит первый фильм.

## Комментарии
1. ↑  Шаффер сказал, что «наш бюджет примерно как у „Кролика Роджера“», и назвал его «самым дорогим фильмом в истории» на момент релиза, подразумевая именно указанные $70 млн, а не упоминавшиеся ранее 50,6 $[4].